# Paramedaeus
Paramedaeus is een geslacht van kreeftachtigen uit de klasse van de Malacostraca (hogere kreeftachtigen).

## Soorten
- Paramedaeus globosus Serène & Vadon, 1981
- Paramedaeus megagomphios Davie, 1997
- Paramedaeus octogesimus Ng & Clark, 2002
- Paramedaeus planifrons (Sakai, 1965)
- Paramedaeus simplex (A. Milne-Edwards, 1873)